# پادشاهنامه

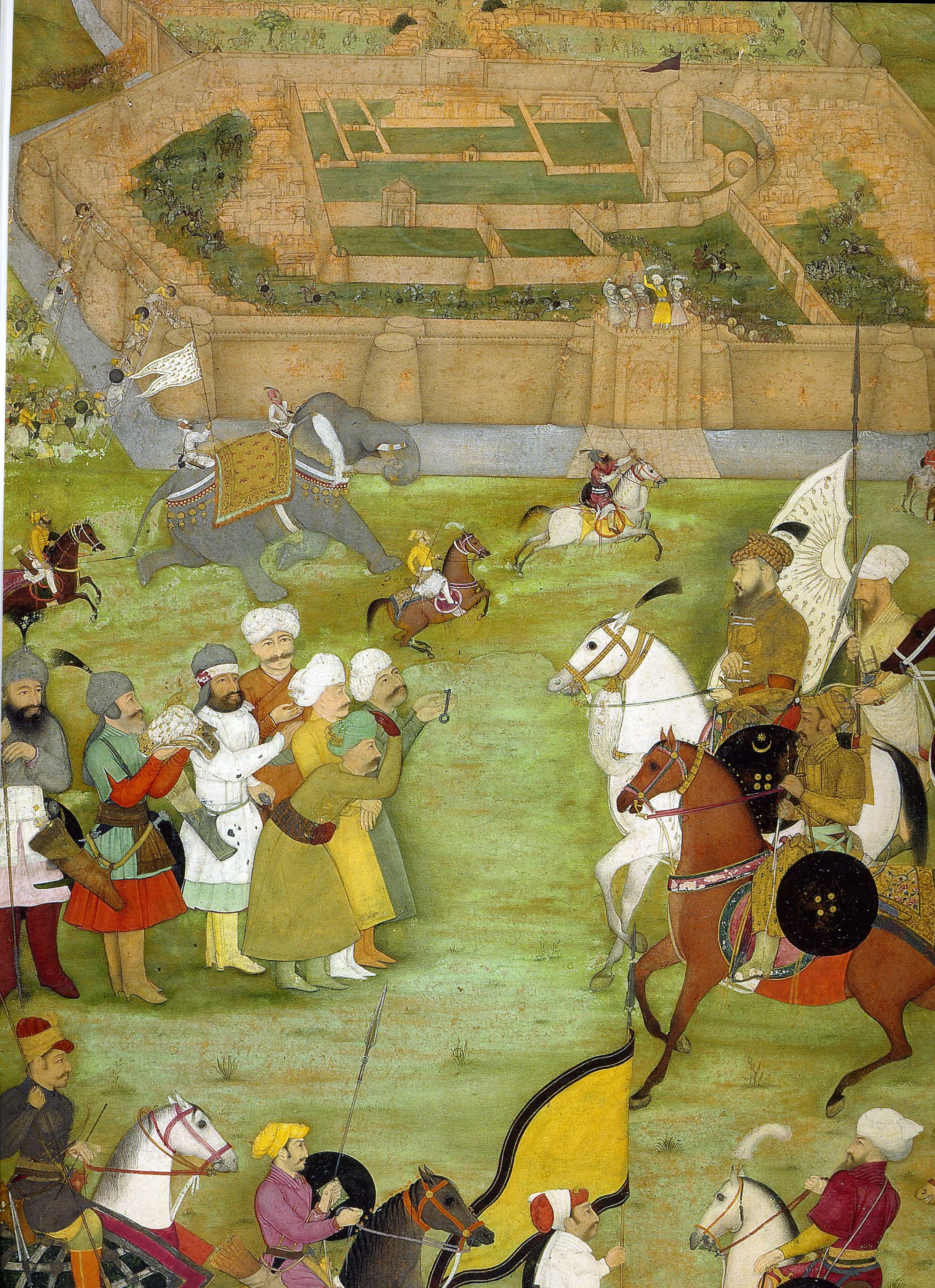
نگاره‌ای از پادشاهنامه که محاصره قندهار را نشان می‌دهد.

پادشاهنامه عنوان کتاب مصوری است که به دستور شاه جهان، پادشاه گورکانی هند توسط عبدالحمید لاهوری در دو جلد نوشته شده است. این کتاب به زندگی شاه جهان می‌پردازد.
پادشاهنامه مجموعه‌ای از آثار تاریخی است که به‌عنوان تاریخ رسمی دوران حکومت شاه جهان، از سلسلهٔ گورکانیان هند، نگاشته شد. نسخه‌های بدون نگارهٔ این آثار با نام شاه‌جهان‌نامه شناخته می‌شوند، در حالی که «پادشاهنامه» به نسخه‌های دست‌نویس مزین به نگاره اطلاق می‌شود. این آثار از منابع اصلی و مهم برای شناخت دوران فرمانروایی شاه جهان به‌شمار می‌روند. نسخه‌های مصور باشکوهی در کارگاه‌های سلطنتی تهیه شد که با نگارگری‌های گورکانی آراسته‌اند. هرچند روایت جنگ‌ها در این متون جایگاه برجسته‌ای دارد، اما نگاره‌های آن‌ها صحنه‌هایی از زندگی دربار، مانند مراسم ازدواج و آیین‌های درباری را نیز به تصویر می‌کشند.

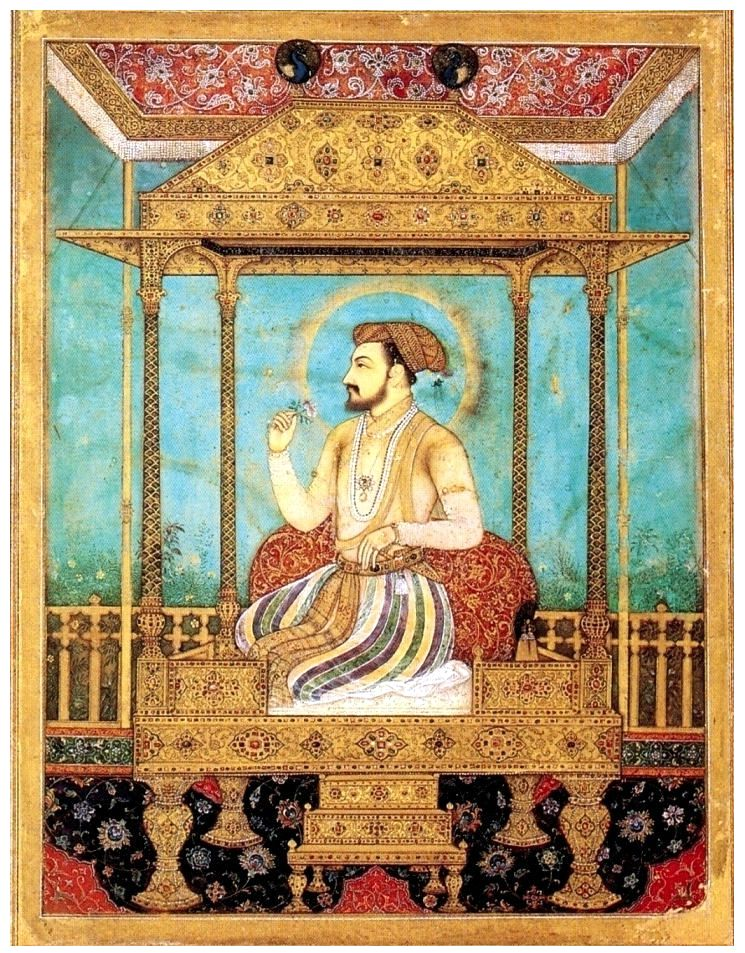
نگارهٔ شاه جهان بر تخت طاووس (نادری)

مهم‌ترین اثر این ژانر به قلم عبدالحمید لاهوری، شاگرد ابوالفضل علامی (تاریخ‌نگار اکبرشاه)، نوشته شد. او این اثر را در دو جلد نوشت اما به‌سبب کهولت سن نتوانست جلد سوم را به پایان برساند.

## تاریخچه

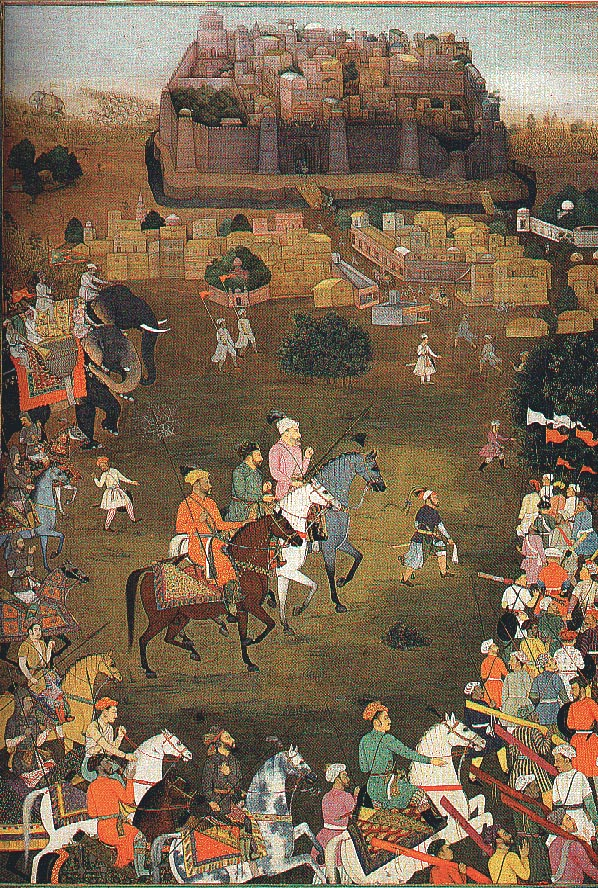
ورود سپاه گورکانی به اورچها به فرماندهی اورنگ‌زیب، سید خان جهان، عبدالله خان بهادر فیروز جنگ و خان دوران.

شاه جهان در هشتمین سال سلطنت خود از محمد امین قزوینی خواست تا تاریخ رسمی دوران سلطنتش را بنگارد. قزوینی در سال ۱۶۳۶ میلادی «بادشاهنامه» خود را کامل کرد که ده سال نخست سلطنت شاه جهان را دربر می‌گیرد.
پس از او، جلال‌الدین طباطبایی نگارش «بادشاهنامه» دیگری را آغاز کرد، اما نسخهٔ باقی‌مانده تنها چهار سال (از سال پنجم تا هشتم سلطنت شاه جهان) را شامل می‌شود. سپس این وظیفه به عبدالحمید لاهوری سپرده شد. او «بادشاهنامه» را در دو جلد نوشت؛ جلد نخست براساس اثر قزوینی بود، اما جزئیات بیشتری داشت و جلد دوم ده سال بعدی سلطنت شاه جهان را پوشش می‌داد. لاهوری در سال ۱۶۴۸ اثر خود را کامل کرد و در سال ۱۶۵۴ درگذشت. پس از او، محمد وارس، شاگردش، مأمور شد تا کار را ادامه دهد. او در سال ۱۶۵۶ «بادشاهنامه» خود را تکمیل کرد که دورهٔ باقی‌ماندهٔ سلطنت شاه جهان را پوشش می‌دهد. این اثر بعدها توسط انجمن آسیایی کلکته به‌عنوان جلد سوم «بادشاهنامهٔ لاهوری» منتشر شد.

## نسخه‌های خطی موجود
در سال ۱۷۹۹، سعادت‌علی‌خان دوم، نواب اوده در شمال هند، نسخه‌ای از «بادشاهنامه» را برای جرج سوم، پادشاه بریتانیا، فرستاد. امروزه نسخهٔ مصور سلطنتی «بادشاهنامهٔ لاهوری» در کتابخانه سلطنتی قلعه وینزر نگهداری می‌شود و با نام بادشاهنامهٔ وینزر شناخته می‌شود. این دست‌نوشته بین سال‌های ۱۶۳۰ تا ۱۶۵۷ تهیه شد و شامل ۴۴ نگاره است که برخی از آن‌ها صحنه‌های روایی تمام‌صفحه از نبردها، آیین‌های درباری و رویدادهای دیگر هستند. اندازهٔ هر صفحه ۵۸٫۶ در ۳۶٫۸ سانتی‌متر است و ۱۳ نگارگر برجسته در تهیهٔ آن مشارکت داشتند. این اثر در سال ۱۹۹۴ برای مرمت دوباره صحافی شد و نگاره‌های آن در نمایشگاه‌هایی در دهلی نو، گالری ملکه در لندن و شش شهر آمریکا به نمایش گذاشته شدند.
نسخه‌های «بادشاهنامهٔ قزوینی» و «بادشاهنامهٔ وارس» در کتابخانه بریتانیا نگهداری می‌شوند. نسخهٔ خطی کامل «بادشاهنامه» که همهٔ دورهٔ سلطنت شاه جهان را پوشش می‌دهد، در کتابخانه خدابخش در پتنای هند موجود است.
برخی نگاره‌های منفرد نیز در مجموعه‌های گوناگون پراکنده‌اند. مجموعه هنر اسلامی خلیلی یک نگاره دارد که شاه جهان و درباریانش را در حال تماشای نبرد دو فیل نشان می‌دهد. نگاره‌هایی از نسخه‌های مصور متأخرتر نیز در موزه هنر متروپولیتن نیویورک و موزه هنر شهرستان لس‌آنجلس نگهداری می‌شوند.

## جایگاه در سنت ادبی
«پادشاهنامه» در سنت زندگینامه‌های سلطنتی یا تاریخ‌های رسمی درباری جای می‌گیرد که در نقاط گوناگون جهان رایج بوده است. در جنوب آسیا، پیشینهٔ این سنت به آثاری چون «اشوکاودانا»، «هرشاکه‌ریتا» و حماسهٔ قرون وسطایی «پرتویراج راسو» می‌رسد. نیاکان گورکانیان، همچون تیمور نیز در آثاری با نام «ظفرنامه» ستوده می‌شدند. در دورهٔ گورکانی، این سنت با آثاری چون «بابرنامه»، «اکبرنامه» و «تزک جهانگیری» ادامه یافت و «پادشاهنامه» بخشی از همین تداوم ادبی است.

## نگارخانه

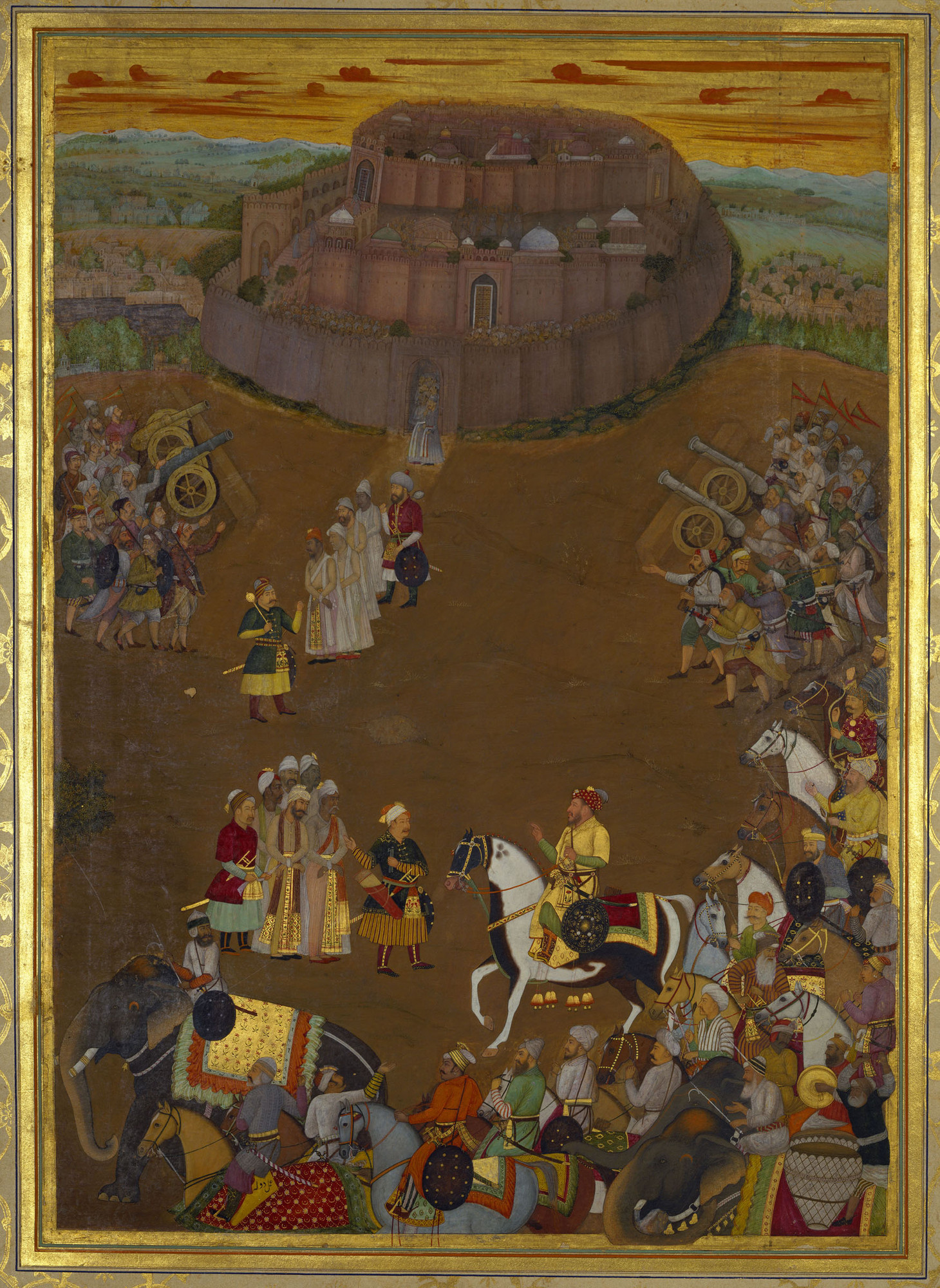
تصرف دژ او dgir به‌دست خان دوران (۱۶۳۶).
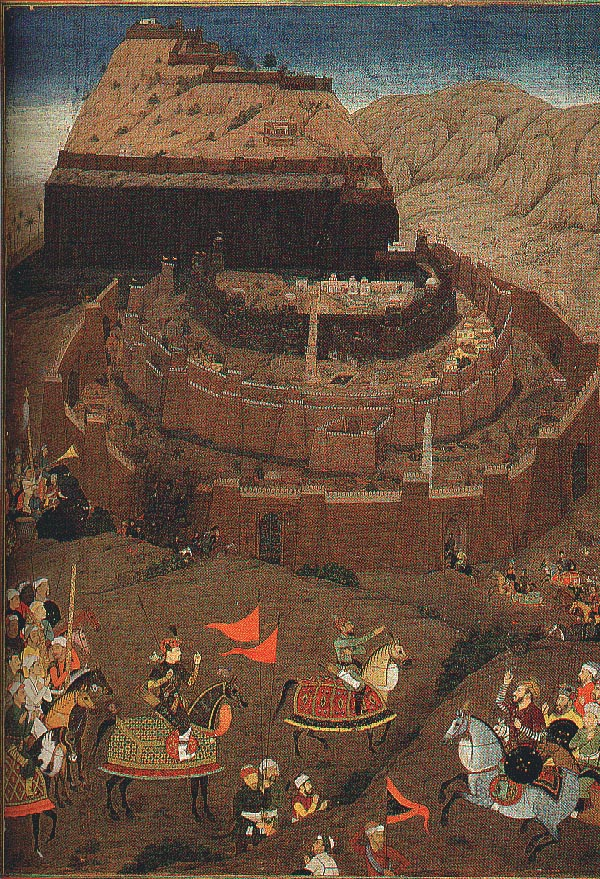
محاصرهٔ قلعه دولت‌آباد (۱۶۳۳).
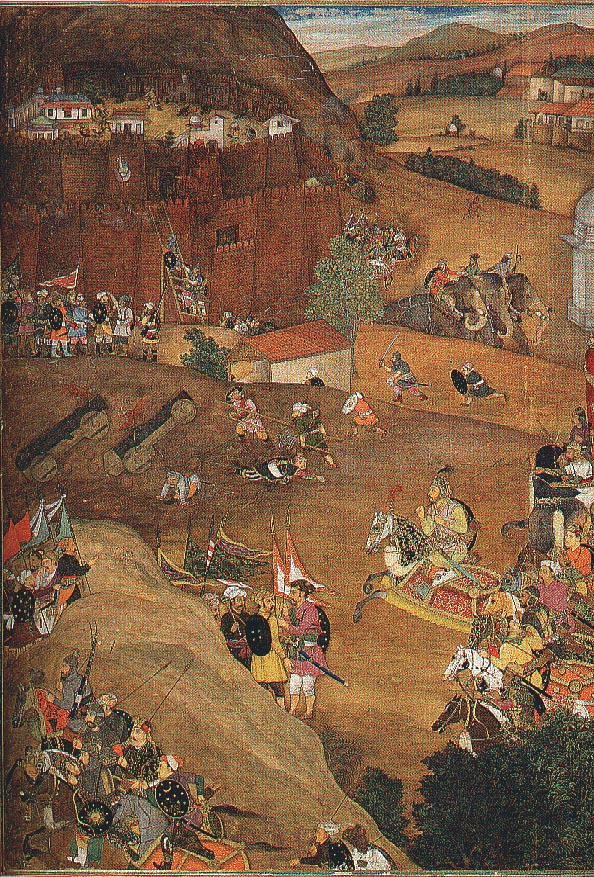
تصرف دژ دهور به‌دست اعظم خان (۱۶۳۱).
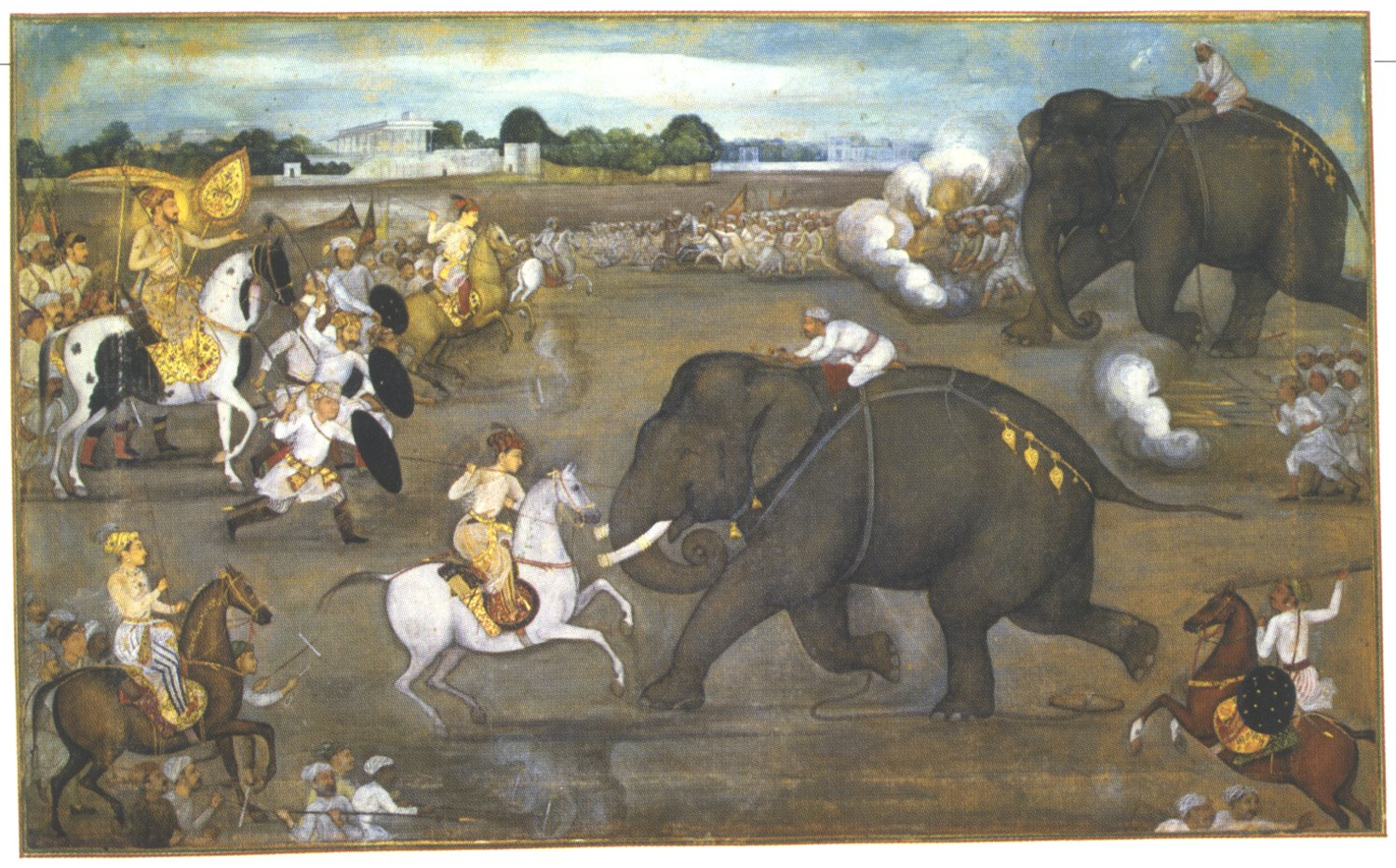
شاهزاده اورنگ‌زیب در برابر فیل جنگی «سوده‌کار» (۱۶۳۳).
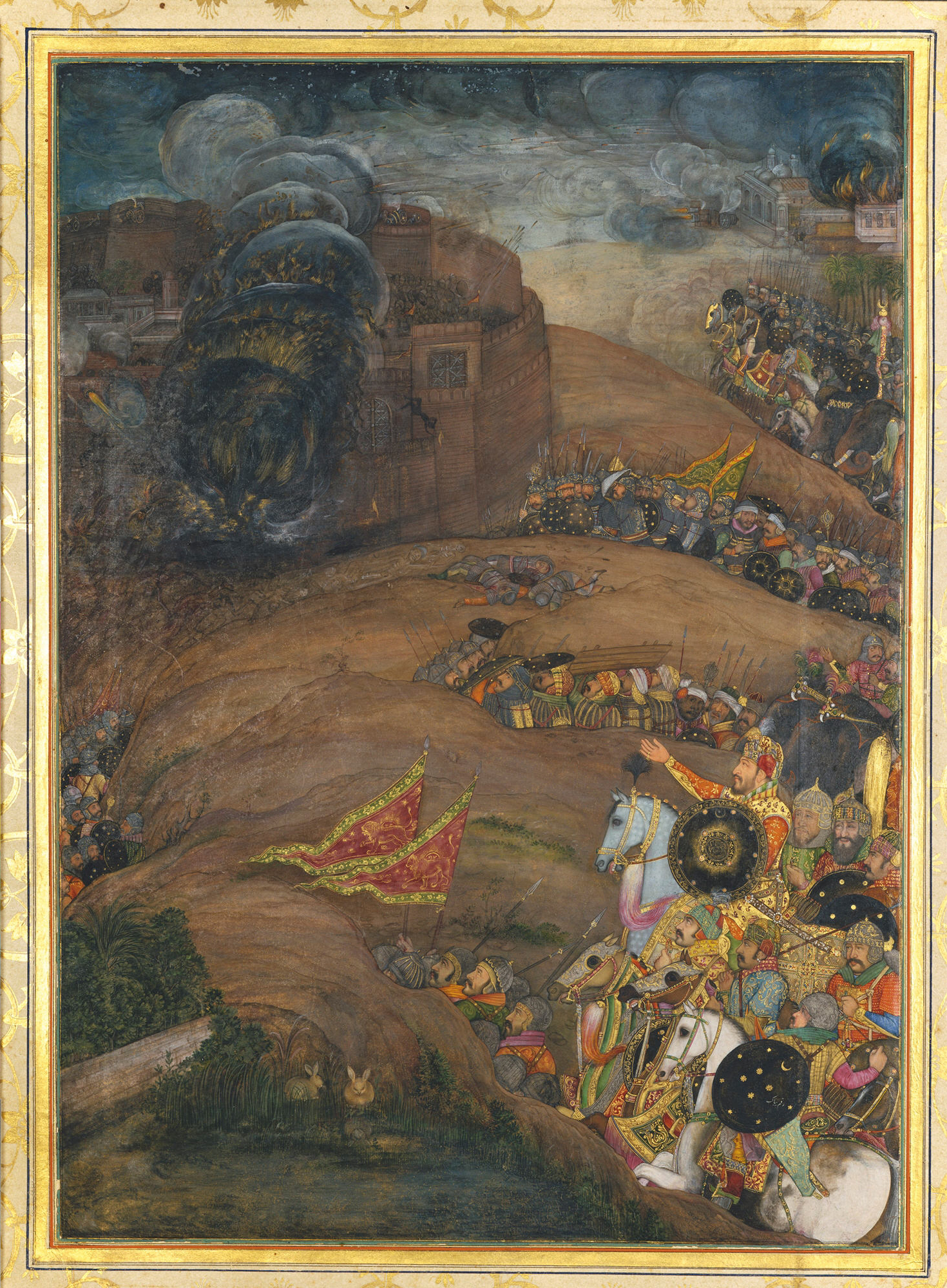
محاصرهٔ قندهار و نبرد با سپاه ایران صفوی.
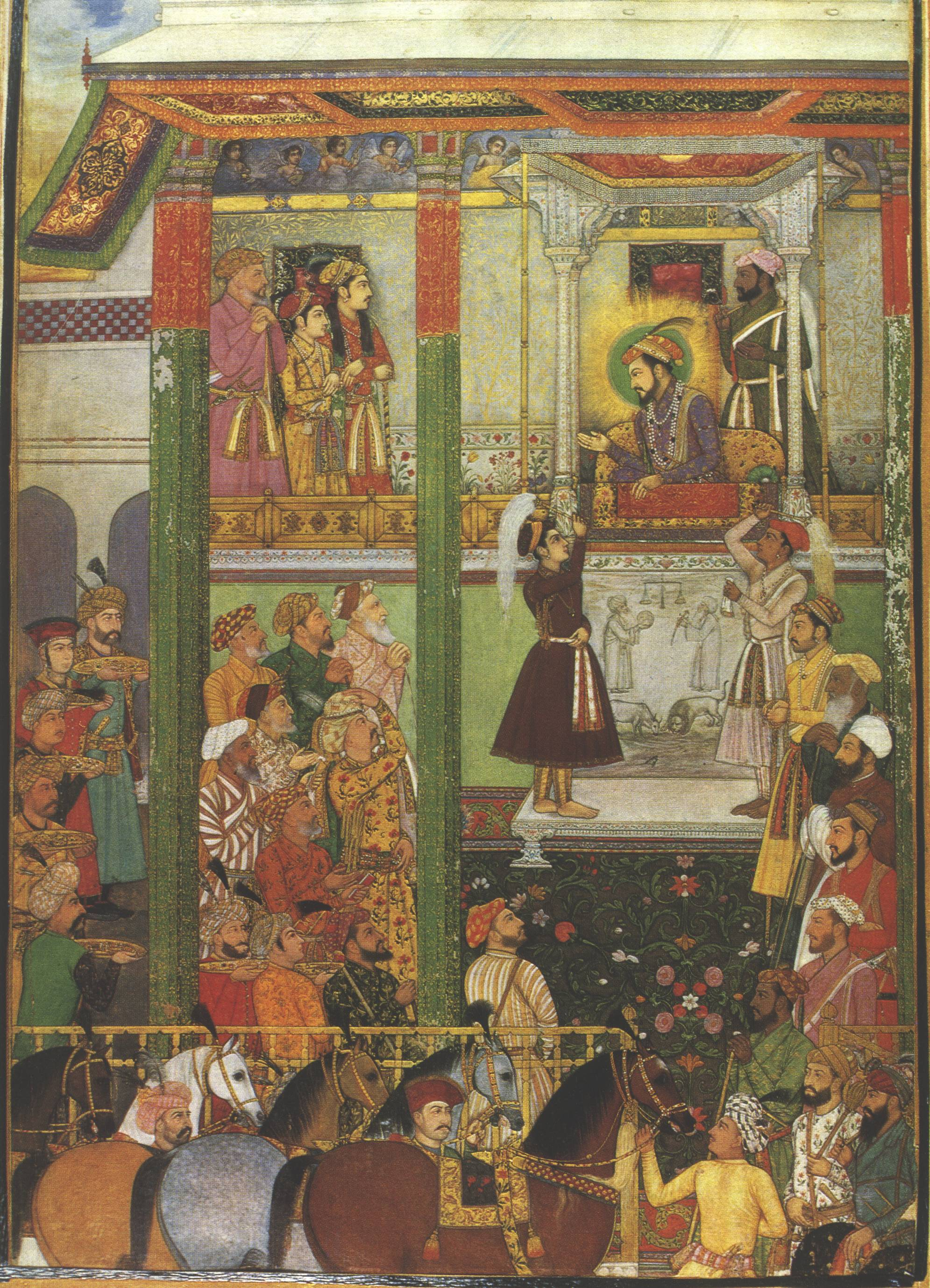
شاه جهان در حال پذیرش علی‌مردان خان، سفیر ایران صفوی (۱۶۳۸).

## مطالعهٔ بیشتر
- Beach, Milo C. & Ebba Koch. The King of the World: The Badshahnama. Thames & Hudson, 1997. شابک ‎۰-۵۰۰-۹۷۴۴۸-۹.
- Kossak, Steven. Indian court painting, 16th-19th century. New York: The Metropolitan Museum of Art, 1997.